# Колывань (Искитимский район)
Колывань — упразднённый посёлок в Искитимском районе Новосибирской области. На момент упразднения входил в состав Усть-Чёмского сельсовета. Исключен из учётных данных в 1970 году.

## География
Посёлок располагался на левом берегу реки Малый Елбаш вблизи впадения его в реку Елбаш, в 5,5 км (по прямой) к северо-западу от села Усть-Чём.

## История
Посёлок был основан в 1925 году. В 1928 году выселок Рыковский состоял из 25 хозяйств. В административном отношении входил в состав Елбашского сельсовета Бердского района Новосибирского округа Сибирского края.
Решением Новосибирского облисполкома от 20.07.1970 г. № 505 посёлок исключен из учётных данных как фактически не существующий.

## Население
По переписи 1926 г. на выселке проживало 34 человека (16 мужчин и 18 женщин), основное население — русские